# Rouvroy (Pas-de-Calais)
Rouvroy ist eine französische Stadt mit 8675 Einwohnern (Stand: 1. Januar 2022) im Département Pas-de-Calais der Region Hauts-de-France. Sie gehört zum Arrondissement Lens und zum Kanton Harnes. Die Einwohner heißen Rouvroysiens.

## Geographie
Rouvroy liegt etwa 10 Kilometer südöstlich von Lens. Umgeben wird es von den Nachbargemeinden Billy-Montigny im Norden, Hénin-Beaumont im Nordosten, Drocourt im Osten, Bois-Bernard im Süden, Acheville im Südwesten und Méricourt im Westen.

## Geschichte
Der Name der Gemeinde soll von der französischen Bezeichnung der Traubeneiche (chêne rouvre) stammen.
Wie das Wappen der Gemeinde zeigt, war der Bergbau in der Gemeinde lange Zeit dominierend.

### Bevölkerungsentwicklung
| Jahr      | 1962 | 1968 | 1975 | 1982 | 1990 | 1999 | 2006 | 2011 | 2020 |
| Einwohner | 9653 | 9780 | 9262 | 9608 | 9208 | 9077 | 8925 | 8697 | 8925 |

## Sehenswürdigkeiten

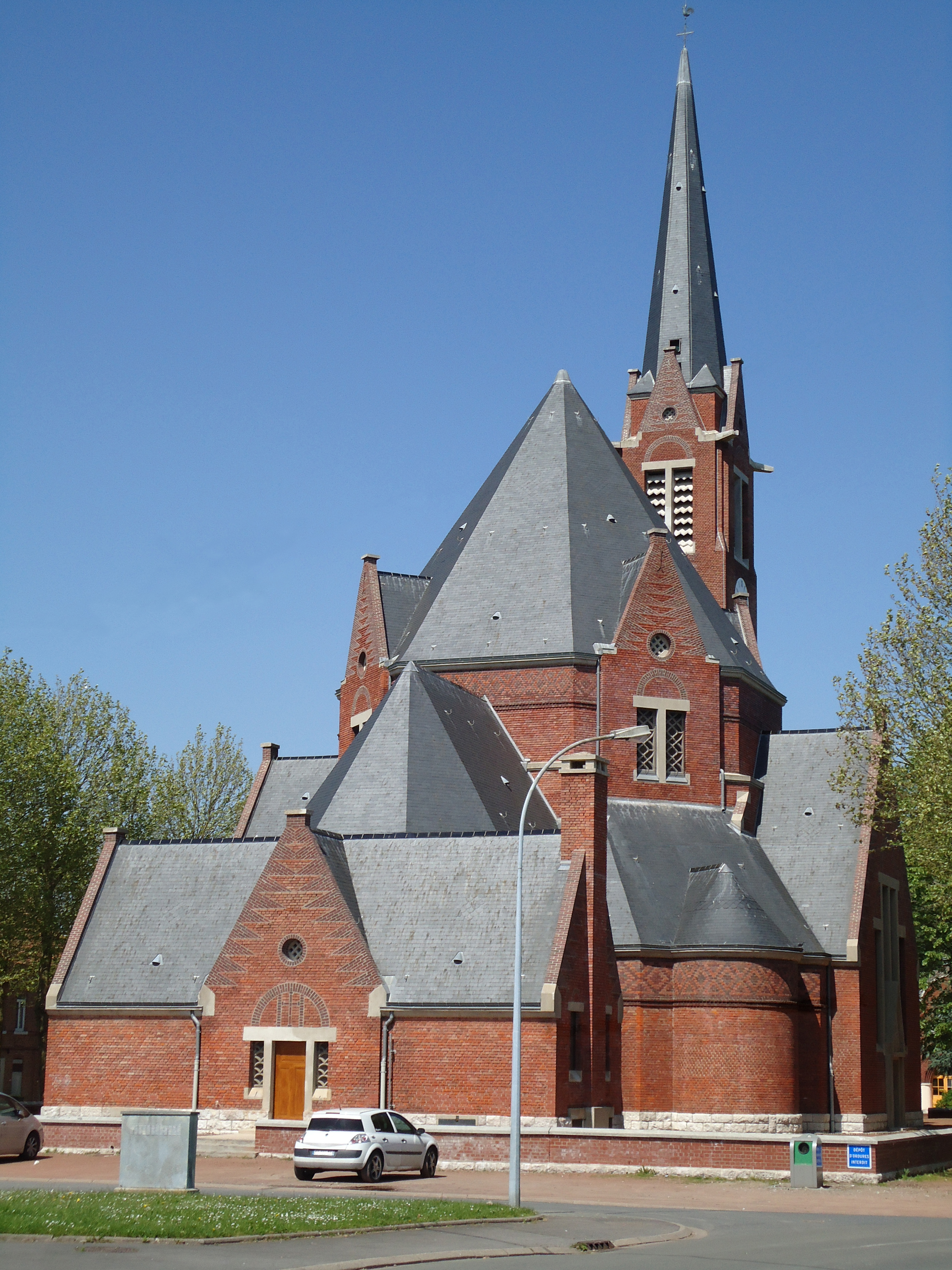
Kirche Saint-Louis

- Kirche Saint-Louis de la cité Nouméa des mines de Drocourt, 1928–1930 erbaut, seit 2009 Monument historique und seit 2012 Teil des Welterbes des nordfranzösischen Kohlebeckens
- französische und polnische Presbyterien
- Töchterschule

## Städtepartnerschaft
- Libiąż, Woiwodschaft Kleinpolen, Polen

## Persönlichkeiten
- René Gâteaux (1889–1914), Mathematiker
- Jean Gaudin (1879–1954), Glasmaler